# Французька Луїзіана

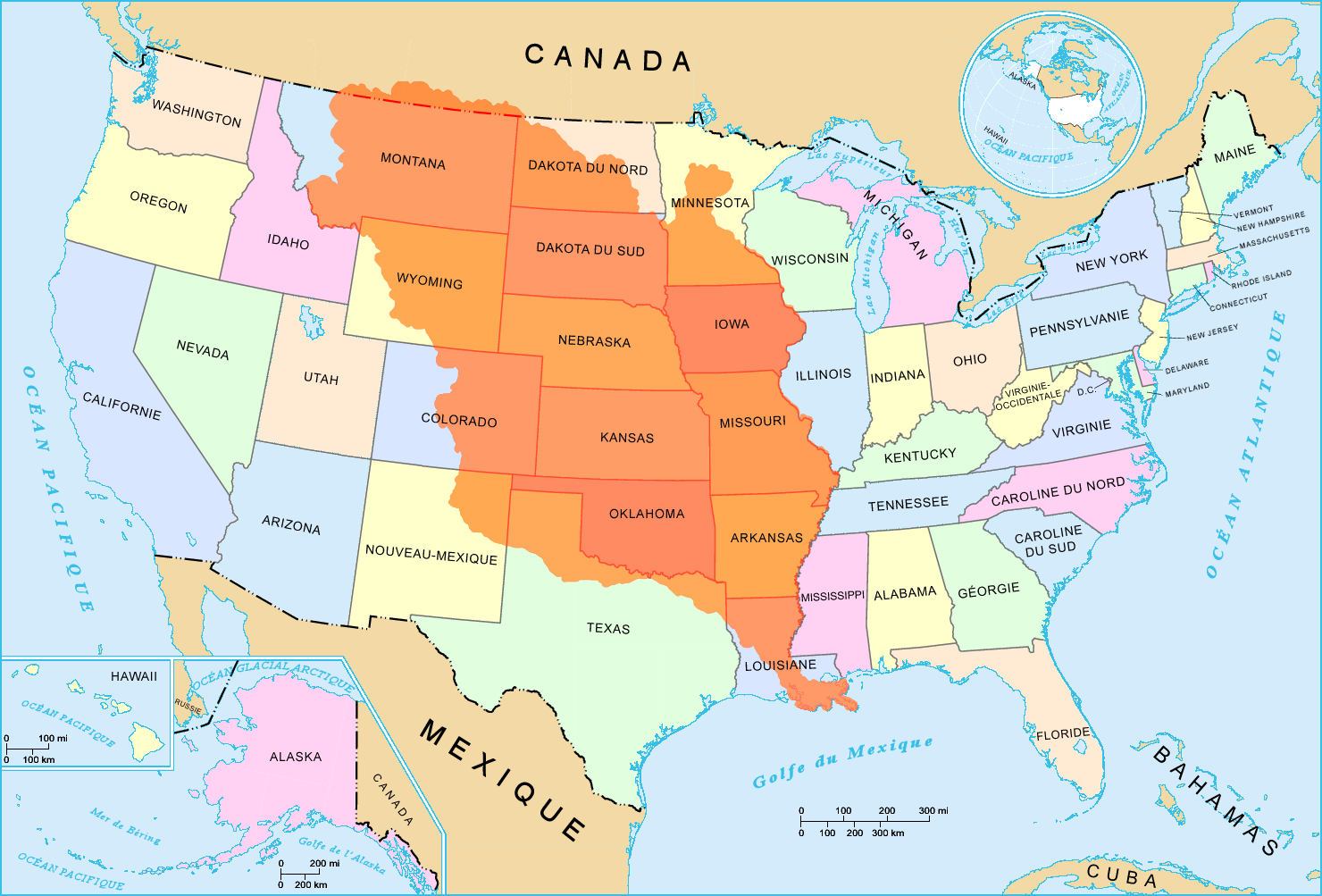
Розташування Луїзіани на сучасній мапі США

Луїзіана (фр. Louisiane [lwizjan] ( прослухати); 1682–1762; 1800–1803) — одна з двох складових Нової Франції поряд з Французькою Канадою. Займала південну половину великого внутріконтинентального масиву французьких колоніальних володінь в Північній Америці XVII—XIX століть і помітно відрізнялася від північної частини кліматом, рельєфом, населенням, культурою та економікою. Обидві частини пов'язувала між собою річка Міссісіпі та басейн Великих озер. Саме річка Міссісіпі, а також її притоки, стали найважливішими артеріями Французької Луїзіани. Вона зазнавала територіальних змін, поки нарешті не була продана США в ході так званої Луїзіанської купівлі. Її крайня південна частина увійшла до складу сучасного штату Луїзіана.

## Історія
У XVI столітті територію майбутньої Луїзіани нанесли на карти іспанці, однак саме французька монархія почала колонізацію регіону в XVII столітті. Територія отримала свою назву на честь французького королівського імені Людовик (Луї). Перетворилася на своєрідний буфер між англійськими колоніями на сході та іспанськими володіннями на південному заході.
Французька корона управляла цими регіонами в два етапи:
- 1682–1762
- 1800–1803

У 1762—1803 роках Французьку Луїзіану (правобережжя) контролювала Іспанія, лівобережжя анексувала Велика Британія, а потім США, які викупили і правий берег в 1803 році.
Переселенський колоніалізм у Французькій Луїзіані був виражений слабо через віддаленість і важкодоступність основної її території. У субтропічних болотах півдня колонії були поширені інфекційні захворювання, що перебігали з гарячкою, з Мексиканської затоки приходили урагани, в центрі відзначалися торнадо, північ же відрізнялася рясними завірюхами, сильними морозами та пронизливими вітрами. Невеликі групи постійних французьких колоністів закріпилися лише на крайньому півдні країни, в околицях міста Новий Орлеан (з населенням 10 тисяч чоловік на 1803 рік), не менше 2/3 яких складали негри-раби та особлива категорія «кольорових», що виникли як наслідок пласажу. У верхній долині Міссісіпі було лише кілька військових фортів. Великі рівнини населяли індіанські племена. Хоча вони й схилялися до підтримки поблажливішої до них французької корони в боротьбі з жадібними до землі англійцями, у цілому індіанці були ненадійними союзниками. Колись великі території колонії скорочувалися під натиском англосаксонських переселенців.